# Guiute Vanúnio
Guiute (em armênio: Գյուտ; romaniz.: Giwt) foi um nobre armênio (nacarar) do século V, membro da família Vanúnio, ativo durante o reinado do xainxá Isdigerdes II (r. 438–457).

## Nome
Guiute (Գիւտ, Giwt) é um nome de origem armênia que significa "coisa encontrada, descoberta".

## Contexto

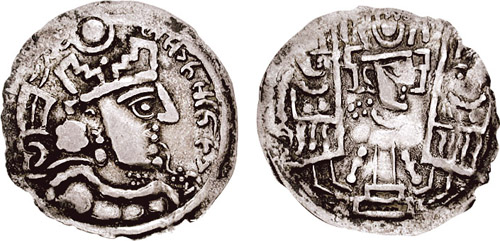
Dracma de r.

Em 428, os nacarares da Armênia peticionaram ao xainxá Vararanes V (r. 420–438) para que destronasse o rei Artaxias IV (r. 422–428) e abolisse a dinastia arsácida. Para governar o país, Vemir-Sapor foi nomeado como marzobã e Vaanes II foi designado à tenência real. Vemir-Sapor morreu em 442, após uma administração considerada justa e liberal, na qual conseguiu manter a ordem sem ferir o sentimento nacional de frente. Vasaces I substituiu-o como marzobã. Vararanes permitiu a manutenção do cristianismo, enquanto procurava acabar com a influência do Império Bizantino sobre a Igreja da Armênia ao anexá-la à Igreja do Oriente. Contudo, seu filho e sucessor, Isdigerdes II (r. 438–457), era um pietista masdeísta e se comprometeu a impor o masdeísmo na Armênia, exigindo que a nobreza apostatasse e fundando templos de fogo sobre igrejas.

## Vida

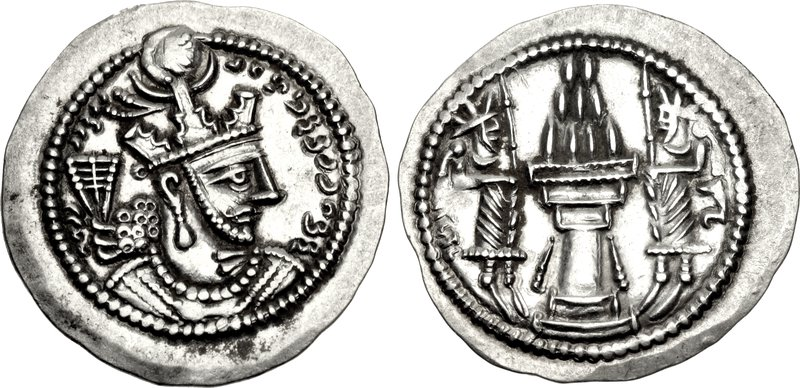
Dracma de r.

A parentela de Guiute é desconhecida, exceto que pertencia à família Vanúnio. De acordo com Lázaro de Farpe, esteve presente no Concílio de Artaxata convocado pelo católico José I, o marzobã Vasaces Siuni, o asparapetes Vardanes II e o vitaxa da Marca da Ibéria Axuxa II. A intenção do encontro, ocorrido em 450 segundo Nicholas Adontz, era responder ao edito enviado pelo grão-framadar (ministro) Mir-Narses, em nome de Isdigerdes, que exigia que a nobreza se convertesse ao zoroastrismo. Na sequência, Guiute esteve entre os nobres convocados por Isdigerdes II em Ctesifonte, capital do Império Sassânida, onde deviam reforçar sua lealdade ao xainxá e apostatar. Quando os nobres retornaram à Armênia, Vardanes II liderou uma grande revolta contra a autoridade de Isdigerdes II e Guiute decidiu apoiá-lo. No entanto, pouco depois, esteve entre os nobres que mudaram de lado, apoiando Vasaces I, que embora armênio, apoiava a causa iraniana. Esses nobres decidiram trair Vardanes, pois Vasaces havia aproveitado a movimentação dos rebeldes na região da Albânia para conquistar fortalezas armênias e capturar os filhos dos nobres que fossem contrários à sua política pró-iraniana. Eliseu, o Armênio justificou que Guiute mudou de lado, pois era fraco em sua fé.